# Болдырева, Елена Владимировна
Елена Владимировна Болдырева (род. 4 февраля 1961, Томск) — российский химик, специалист в областях химии твердого тела, физики и химии веществ и материалов в экстремальных условиях высоких давлений и низких температур, фотокристаллографии, физической фармации. Доктор химических наук, профессор.
Иностранный член Словенской академии наук и искусств (с 2017 года). Почетный доктор Эдинбургского университета (с 2017 года). Член Европейской академии наук (с 2018 года). Лауреат премии Европейского общества прикладной физической химии (2007).

## Биография
В 1977 году окончила Лицей № 130 имени академика М. А. Лаврентьева в Новосибирске с золотой медалью. В 1982 году окончила Новосибирский государственный университет со специализацией по химии твердого тела (кафедра физической химии). С 1980 по 2018 год работала в Институте химии твёрдого тела и механохимии СО РАН, где прошла путь от стажера-исследователя до главного научного сотрудника, которым она являлась с 2010 года. С 2018 года — ведущий научный сотрудник Лаборатории перспективных методов синхротронных исследований Института катализа им. Г. К. Борескова СО РАН. Также с 1982 года преподаёт в альма-матер — с 2003 года является профессором, а с 2004 года — заведующей кафедры химии твердого тела. В 1988 году защитила кандидатскую диссертацию, а в 2000 году — докторскую. В 1995—1998 годах являлась стипендиатом фонда имени Александра фон Гумбольдта. В 2012—2013 годах входила в Совет при Президенте Российской Федерации по науке и образованию. Член Немецкого кристаллографического общества и др. С 2008 года по 2014 год была членом Исполкома Международного союза кристаллографов. Под началом Е. В. Болдыревой подготовлено 11 кандидатов наук. Перевела на русский язык монографию Жан-Мари Лена «Супрамолекулярная химия» (Новосибирск: «Наука», 1999).

## Публикации
Е. В. Болдырева автор семи монографий и более 300 рецензированных статей. Монографии:
- Boldyreva E. V., Dera P. (Eds.). High-Pressure Crystallography. From Novel Experimental Approaches to Applications in Cutting-Edge Technologies. — Dordrecht, 2010.
- Болдырева Е. В., Захаров Б. А., Ращенко С. В., Сереткин Ю. В., Туманов Н. А. Исследование твердофазных превращений при помощи рентгеновской дифракции в условиях высоких давлений in situ. — Новосибирск : Издательство СО РАН, 2016.